# Gluphisia septentrionalis
Gluphisia septentrionalis är en fjärilsart som beskrevs av Kirby 1892. Gluphisia septentrionalis ingår i släktet Gluphisia och familjen tandspinnare. Inga underarter finns listade i Catalogue of Life.